# Kölcsey Stúdió
2001 szeptemberében kezdte meg működését a Kölcsey Stúdió, amely infrastrukturális hátteret biztosít a televíziózás gyakorlati oktatásában. A Stúdió közel száz négyzetméter alapterületű, benne televíziós és rádiós vezérlő helyiség található, illetve egy blue-boxos hírolvasó, valamint egy kerekasztal-beszélgetésre három kamerás felvételre alkalmas, egyben oktatóteremként is szolgáló helyiség a megfelelő technikai eszközökkel. A rádiós és televíziós felvételek rögzíthetők, felvétel után szakmailag kielemezhetők. A nagy stúdióban csak úgy, mint a vezérlőben teljes világítás és hangtechnika áll rendelkezésre.

## Oktatás
A televízió specializáció keretében harmad-negyedéven 20-25 fő gyakorol rendszeresen a stúdióban. 

Az elsőéves hallgatók még legfeljebb önszorgalomból és minimális mértékben ismerkednek a stúdióval, hiszen előbb az alapvető szakmai-elméleti ismereteket kell megszerezniük. 

Másodévben, a televíziós és a rádiós alapismeretek oktatásában már tevékeny részt vállal a stúdió. Lehetőség nyílik a hír, tudósítás, riportkészítés csapatmunkában történő gyakorlására, továbbá az operatőri, a montírozói, a világosítási szakma alapfogásainak megismerésére. 

A harmadéves hallgatók képzésében – az általános médiaismeretek oktatásán túl – elkezdődik a specializálódás, ismerkedés az elektronikus újságírás főbb területeivel és műfajaival: hírműsorok, magazinműsorok, dokumentumfilm stb. Fontos eleme az önálló műhelymunkának a főiskolai hírműsor készítése. A Kölcsey Híradó heti hírmagazin, amely elsősorban a főiskola életével foglalkozik. Jelentősége a főiskolai közélet és a hallgatói információáramlás szintjén egyre erősebb, s szándéka szerint tükröt (ha a téma úgy kívánja: görbe tükröt) állít a főiskolai hallgatók és oktatók elé. 

A negyedéves hallgatók a televíziós szakma alapjainak birtokában egyre több önálló produkcióval jelentkeznek, ebből több alkotás nyert díjat, elismerést hazai filmes versenyeken. 

A Kölcsey Stúdióban készül többek között az inDEx című műsor is, amely kifejezetten a főiskolások és egyetemisták életével foglalkozik.

## Sikerek
Számos díjat nyertek, például:

Tudósítók Világtalálkozója legjobb rendezés díja

Kálvin Kamera legjobb film díja

eReformatika Fesztivál legjobb filmek díja